# Maltotriosio
Il maltotriosio è un trisaccaride (zuccheri composti da tre monosaccaridi) costituito da tre molecole di glucosio legate con legami glicosidici α-1,4.
È comunemente prodotto dall'enzima digestivo alfa-amilasi (un enzima comune nella saliva umana) sull'amilosio dell'amido. La creazione del maltotriosio e del maltosio durante questo processo è dovuta al modo casuale in cui l'alfa amilasi idrolizza legami glicosidici α-1,4.
È l'oligosaccaride con catena più corta che può essere classificato come maltodestrina. Dalla polimerizzazione del maltotriosio, tramite la formazione di legami α-1,6, si ottiene il polisaccaride pullulano.